# Mad Max: Fury Road (soundtrack)
Mad Max: Fury Road is de originele soundtrack, gecomponeerd door Tom Holkenborg a.k.a. Junkie XL voor de film Mad Max: Fury Road uit 2015 van George Miller. Het album werd uitgebracht op 12 mei 2015 door WaterTower Music.

## Achtergrond
De originele filmmuziek op het album bestaat voornamelijk uit elektronische muziek. De geschiedenis van de muziek was mede ontstaan doordat de regisseur George Miller die alle vier delen regisseerde, eigenlijk helemaal geen muziek in de film wilde, maar toen Junkie XL werd voorgestel door een van producenten van de film, liet daarbij de Nederlander enkele muziek voorbeelden horen voor het toevoegen van de film, waarbij Miller zeer enthousiast over was. Bij het produceren van het album speelde Holkenborg de muziekinstrumenten op het album en werd hij door Nick Zinner bijgestaan als additioneel gitarist.
Hans Zimmer, filmcomponist en voormalig mentor van Holkenborg, noemde de muziek ‘absoluut fenomenaal en verbluffend briljant’.
In 2015 stond het album in de Amerikaanse Billboard 200 op plaats 134 en in de Vlaamse Ultratop 200 Albums op plaats 105. Op de muzieksite AllMusic ontving het album vier sterren.
Op 30 november 2015 ontving Holkenborg in Sydney voor de muziek een Australian Film Institute Award (AACTA).

## Tracklijst
Alle muziek en teksten zijn geschreven door Tom Holkenborg a.k.a. Junkie XL. 
| 1.                 | Survive                           | 1:30 |
| 2.                 | Escape                            | 2:14 |
| 3.                 | Immortan's Citadel                | 8:41 |
| 4.                 | Blood Bag                         | 2:30 |
| 5.                 | Spikey Cars                       | 3:11 |
| 6.                 | Storm Is Coming                   | 5:36 |
| 7.                 | We Are Not Things                 | 1:37 |
| 8.                 | Water                             | 3:15 |
| 9.                 | The Rig                           | 4:13 |
| 10.                | Brothers in Arms                  | 4:22 |
| 11.                | The Bog                           | 6:58 |
| 12.                | Redemption                        | 1:45 |
| 13.                | Many Mothers                      | 5:15 |
| 14.                | Claw Trucks                       | 5:31 |
| 15.                | Chapter Doof (Extended Version)   | 7:04 |
| 16.                | My Name Is Max (Extended Version) | 4:43 |
| 17.                | Let Them Up                       | 2:36 |
| Totale duur: 71:01 |                                   |      |

| 1.                  | Survive (Extended Version)            | 1:40  |
| 2.                  | Escape (Extended Version)             | 3:28  |
| 3.                  | Immortan's Citadel (Extended Version) | 8:58  |
| 4.                  | Blood Bag (Extended Version)          | 3:39  |
| 5.                  | Buzzards Arrive                       | 1:26  |
| 6.                  | Spikey Cars (Extended Version)        | 4:08  |
| 7.                  | Storm Is Coming (Extended Version)    | 6:16  |
| 8.                  | We Are Not Things (Extended Version)  | 1:42  |
| 9.                  | Water (Extended Version)              | 6:25  |
| 10.                 | The Rig (Extended Version)            | 6:31  |
| 11.                 | Into the Canyon                       | 2:49  |
| 12.                 | Brothers in Arms (Extended Version)   | 5:52  |
| 13.                 | The Chase                             | 3:16  |
| 14.                 | Moving On                             | 1:56  |
| 15.                 | The Bog (Extended Version)            | 12:32 |
| 16.                 | Redemption                            | 1:45  |
| 17.                 | Many Mothers (Extended Version)       | 8:58  |
| 18.                 | The Return to Nowhere                 | 5:17  |
| 19.                 | Claw Trucks (Extended Version)        | 5:43  |
| 20.                 | Immortan                              | 11:10 |
| 21.                 | Chapter Doof                          | 6:49  |
| 22.                 | Walhalla Awaits                       | 2:40  |
| 23.                 | My Name Is Max                        | 2:23  |
| 24.                 | Let Them Up                           | 2:36  |
| 25.                 | Mary Jo Bassa                         | 2:26  |
| 26.                 | Coda                                  | 4:43  |
| Totale duur: 125:08 |                                       |       |

## Hitnoteringen

### VlaamseUltratop 200Albums
| Hitnotering: (Week 1) 23-05-2015 Hitnotering: (Week 2) 13-06-2015 | Hitnotering: (Week 1) 23-05-2015 Hitnotering: (Week 2) 13-06-2015 | Hitnotering: (Week 1) 23-05-2015 Hitnotering: (Week 2) 13-06-2015 | Hitnotering: (Week 1) 23-05-2015 Hitnotering: (Week 2) 13-06-2015 | Hitnotering: (Week 1) 23-05-2015 Hitnotering: (Week 2) 13-06-2015 |
| Week:                                                             | 1                                                                 |                                                                   | 2                                                                 |                                                                   |
| ----------------------------------------------------------------- | ----------------------------------------------------------------- | ----------------------------------------------------------------- | ----------------------------------------------------------------- | ----------------------------------------------------------------- |
| Positie:                                                          | 197                                                               | uit                                                               | 105                                                               | uit                                                               |